# Хелмут Кемерер
Хелмут Кемерер (Хамбург, 5. мај 1911 — Бухолц ин дер Нордхајде, 4. октобар 1997) бивши је немачки кајакаш учесник кајакашких такмичења у периоду 1930—40 година.

## Спортски биографија
У 1933. Хелмут Кемерер освојао је награде на немачким првенстима у кајаку једноседу на дистанци од 1.000 метара. Исте године на Европском првенство у кајају и кануу у Прагу, освојио је златну медаљу, победивши Швеђанина Нилс Валина. У 1934. на Европском првенству у Копенхагену, био је други.
На Олимпијским играма 1936. у Берлину, освојио је сребрну медаљу у дисциплини К-1 на 1.000 метара у времену 4:25,6.
Године 1938. Кемерер такође освојила сребрну медаљу у дисциплини К-1 1.000 метара на Светском првенству у Вакхолму. 